# ويليام كينغ (نحات)
ويليام كينغ (بالإنجليزية: William King)‏ هو نحات أمريكي، ولد في 25 فبراير 1925 في جاكسونفيل في الولايات المتحدة، وتوفي في 4 مارس 2015 في إيست هامبتون في الولايات المتحدة.